# The Meanest Man in the World (film, 1923)
Pour les articles homonymes, voir The Meanest Man in the World.
Pour plus de détails, voir Fiche technique et Distribution.
The Meanest Man in the World est un film de procès américain réalisé par Edward F. Cline, sorti en 1923.
Il s'agit d'une adaptation d'une pièce de théâtre de George M. Cohan, créée en 1920.

## Synopsis
Après avoir perdu un procès, un avocat décide de changer radicalement sa façon de plaidoyer mais ce ne sera pas aussi simple qu'il le croitaa. 

## Fiche technique
- Titre : The Meanest Man in the World
- Réalisation : Edward F. Cline
- Scénario :  Austin McHugh  d'après une pièce de George M. Cohan
- Photographie : Arthur Martinelli
- Montage :
- Producteur : Sol Lesser
- Société de production : Sol Lesser Productions
- Société de distribution : Associated First National Pictures
- Pays de production :  États-Unis
- Langue : film muet avec les intertitres en anglais
- Format : Noir et blanc — 35 mm — 1,33:1 — Muet
- Genre : Comédie
- Durée :
- Date de sortie : 
  - États-Unis 22 octobre 1923

## Distribution
- Bert Lytell : Richard Clark
- Blanche Sweet : Jane Hudson
- Bryant Washburn : Ned Stevens
- Marion Aye : Nellie Clarke
- Lincoln Stedman : Bart Nash
- Helen Lynch : Kitty Crockett
- Ward Crane : Carleton Childs
- Frances Raymond : Mrs. Clarke
- Carl Stockdale : Hiram Leeeds
- Tom Murray : Andy Oatman
- Forrest Robinson : Michael O'Brien
- Robert Dunbar : Franklin Fielding
- Victor Potel : Lute Boon
- William Conklin : Freederick Legett